# Kanō Eitoku

Karajishi
Kinesiska lejon, väktarlejon (1500-tal)
Tusch, färg och bladguld på papper (byōbu, vikvägg)
Ett av få kvarvarande verk bekräftade som Eitokus.

Cypresser (ca 1590)
Tusch, färg och bladguld på papper (vikvägg)

Kanō Eitoku, född 16 februari 1543, död 12 oktober 1590, var en japansk konstnär under Azuchi-Momoyama-perioden. Han var en av Kanoskolans främsta mästare och sonson till dess grundare Kanō Motonobu.

## Biografi
Eitokus födelsenamn var Kanō Koninobu Genshiro, och Eitoku använde han som konstnärsnamn (gō).
Han utbildades av sin far, Kanō Shoei, och är framför allt känd för sina stora dekorativa målningar på guldgrund, vilka han utförde på dörrar och skärmar i palats och tempel. Han förenade i sina målningar den inhemska yamatostilen med det kinainspirerade tuschmåleriet.
Han arbetade för Oda Nobunaga och Toyotomi Hideyoshi och dekorerade bland annat Azuchiborgen och Jurakudaipalatset med blomstermotiv i Shoheki-ga-stil. Han målade också fåglar och blommor för Daitoku-ji-templet i Kyoto.
Bland hans bevarade verk märks skärmar med lejon och varianter av falk i tall med bergslandskap. De flesta av Eitokus verk förstördes vid oroligheterna under Sengoku-perioden.
År 1590 producerade han takmålningar i Tofuku-ji-templet, men blev plötsligt sjuk och dog vid en ålder av 48 år.

## Eftermäle
Nedslagskratern Eitoku på planeten Merkurius är uppkallad efter honom.